# Tarja
Tarja är ett finskt flicknamn, som ursprungligen är en form av namnet Daria. Det bärs av bl.a: 
- Tarja Cronberg, finländsk politiker och fd. partiledare, arbetsminister och EU-parlamentsledamot
- Tarja Filatov, finländsk politiker och fd. arbetsminister
- Tarja Halonen, finländsk politiker och fd. president
- Tarja Turunen, finländsk musiker